# Rhinothelepus macer
Rhinothelepus macer är en ringmaskart som beskrevs av Anne D. Hutchings 1977. Rhinothelepus macer ingår i släktet Rhinothelepus och familjen Terebellidae. Inga underarter finns listade i Catalogue of Life.